# Auguste (prénom)
Pour les articles homonymes, voir Auguste (homonymie).
Auguste (prononciation française : [ogyst]) est un prénom masculin français.

## Origine
Ce prénom est dérivé du latin augustus (« auguste »), qui a été utilisé comme titre par les empereurs romains, ayant été décerné au premier d'entre eux (Auguste) par le Sénat romain en 27 av. J.-C.

## Popularité
Au début du XXe siècle, le prénom était donné à près de 3 000 enfants chaque année avant de tomber en désuétude durant la seconde moitié du XXe siècle. Il a retrouvé un certain niveau de popularité au début du XXIe siècle, étant actuellement donné à plus de 500 enfants par an.

## Personnalités portant ce prénom
- Pour l'ensemble des articles sur les personnes portant ce prénom, consulter :
  - la liste des articles dont le titre commence par ce prénom
  - les listes produites par Wikidata : Liste des personnes de prénom « Auguste » — même liste en incluant les éventuels prénoms composés qui contiennent « Auguste ».